# Modlíkov
Modlíkov település Csehországban, a Havlíčkův Brod-i járásban. Modlíkov Žižkovo Pole, Přibyslav, Havlíčkova Borová, Vepřová és Malá Losenice településekkel határos. Lakosainak száma 162 fő (2024. január 1.).

## Népesség
A település lakosságának változását az alábbi diagram mutatja:
| Lakosok száma | 306  | 275  | 268  | 223  | 191  | 172  | 167  | 161  | 155  | 162  |
|               | 1869 | 1900 | 1921 | 1961 | 1980 | 2011 | 2016 | 2019 | 2021 | 2024 |